# Iglesia de Nuestra Señora de la Merced (Codegua)
La Iglesia de Nuestra Señora de la Merced es un templo católico ubicado en Codegua, Región de O'Higgins, Chile. Terminada en 1856, fue declarada monumento nacional de Chile, en la categoría de monumento histórico, mediante el Decreto Exento n.º 15, del 27 de enero de 2009.

## Historia
La iglesia fue construida entre los años 1850 y 1856 por el sacerdote mercedario secularizado Jerónimo Durán en conjunto con la comunidad. El terremoto de 1985 destruyó una capilla lateral, y en los años 1997 y 2007 se hicieron obras para dar estabilidad a la construcción, mediante el refuerzo con estructuras de hormigón armado.
El terremoto de 2010 dejó a la iglesia con serios daños, por lo que ese espera que en 2020 comiencen las obras de reconstrucción.

## Descripción
Cuenta con una planta rectangular, con una torre campanario ubicada en el lado sur, que es rematada por arcos de medio punto.